# Энотр
Энотр (др.-греч. Οἴνωτρος) — персонаж древнегреческой мифологии. Самый младший сын царя Аркадии Ликаона. Его отец разделил страну на 22 удела, по числу своих сыновей. Энорт был недоволен своим клером и решил покинуть Пелопоннес. Он попросил денег и людей у своего старшего брата — Никтима. Снарядив флот, Энотр, вместе со своим другим братом — Певкетием, отправился в Италию. Певкетий со своими людьми высадился на полуострове Япигия. Энотр же продолжил путь и высадился на побережье Авзонийского залива, в области позже названной Энотрия. По его имени народ назван энотрами. Это путешествие состоялось за 17 поколений до Троянской войны и считалось первой греческой экспедицией для основания колоний.